# Джефферсон Перес
Джефферсон Перес  (ісп. Jefferson Pérez, 1 липня 1974) — еквадорський легкоатлет, олімпійський чемпіон.

## Виступи на Олімпіадах
| Олімпіада      | Дисципліна      | Місце |
| -------------- | --------------- | ----- |
| Барселона 1992 | ходьба на 20 км | AC    |
| Атланта 1996   | ходьба на 20 км | 1     |
| Сідней 2000    | ходьба на 20 км | 4     |
| Афіни 2004     | ходьба на 20 км | 4     |
| Афіни 2004     | ходьба на 50 км | 12    |
| Пекін 2008     | ходьба на 20 км | 2     |